# طريقة بوباث
 طريقة بوباث هي طريقة مستخدمة في العلاج الطبيعي أو العلاج الوظيفي، التي تعد من أكثر الطرق انتشارا واستخداما
وديمومةً في التطور؛ حيث تستخدم لتقييم حالة المريض وعلاجه، مثل البالغين المصابين بإعاقات وصعوبات حركية مختلفة ناتجة عن
جلطات دماغية. أو الأطفال المصابين شلل دماغي. الهدف من تطبيق طريقة بوباث هو تعزيز القدرات والمهارات الحركية الفعالة للمريض في جميع البيئات، وذلك لإعطائه درجة من السيطرة والتحكم بحركة
جسده. ويطبق ذلك من خلال إعطاء المريض وتعليمه بعض المهارات الحركية الطبيعة والخبرات ليحصل على الاستقلال التام في البدء
بالمهمات اليومية المطلوبة منه وإنجازها.
هذه الطريقة في العلاج الطبيعي العصبي تأخد منحى ما بين التخصصات، ذلك ضمن تخصصات العلاج الطبيعي والعلاج الوظيفي
وعلاج النطق واللغة. تعرف طريقة بوباث في الولايات المتحدة بمسمى (العلاج العصبي التطوري|Neuro-Developmental Treatment).
هذه الطريقة ومعلموها على مستوى العالم تبنوا علم الأعصاب والتطورات في فهم التحكم والتعلم الحركي، والمرونة العصبية وعلم
حركة الإنسان وكان من المؤكد لديهم أن هذا النهج سيستمر في التطور.

## نقد طريقة بوباث
انتقدت عدة جهات كون مصطلح بوباث وإطلاقه باستمرار على أي طريقة يتم تطويرها في العلاج الطبيعي واستخدام الطريقة بشكل
مستمر وتعليمها. من هذه الجهات: رئيس الأكاديمية الأمريكية للشلل الدماغي والطب التنموي، وكذلك المقعد البريطاني لجمعية تشارترد
المتخصصة في العلاج الطبيعي للإصابات العصبية (ACPIN).
يرى العديد من المختصين بالعلاج الطبيعي والناقدين لطريقة بوباث أن المفاهيم والمبادئ الأساسية في طريقة بوباث هي في زوال مستمر
ولكن على الرغم من ذلك وبشكل غير مفسر ما زالت معظم الطرق الأخرى والمعالجين بطرق غير طريقة بوباث يستخدمون اسم بوباث.
هناك انتشار واسع لاستخدام طريقة بوباث بين أخصائيي المعالجة في التأهيل بعد السكتة الدماغية، لكن بعد استعراض وتدقيق في التجارب
السريرية العشوائية لاستخدام هذه الطريقة للتأهيل بعد السكتة الدماغية وجد أنه يتم تفضيل طريقة بوباث فقط في 3 حالات، ولكن 11 حالة
تفضل بدائل لهذه الطريقة.
وبذلك أوصى المؤلفون بضرورة اعتماد الإرشادات القائمة على الدلائل عند استخدام أخصائيي المعالجة التعليم الحركي والطرق الحيوية
لاستعادة وظائف الأعضاء بدلا من استخدام أي طرق علاج أخرى، لأن ذلك من شأنه وضع إطار عام يساعد أخصائيي المعالجة لاعتماد
أفضل وأكثر الطرق فاعلية في العلاج.
إرشادات المبادئ التوجيهية الخاصة بتأهيل المصابين بالسكتة الدماغية التي نشرت في كل من انجلترا، هولندا، الولايات المتحدة
،كندا، أستراليا ونيوزلاندا لم تعتمد طريقة بوباث في أي منها. لذلك وكنظرة دولية تم اعتبار هذه الطريقة كطريقة مستحيلة الاستخدام في
بعض الدول الأوروبية وبهذا لم تعد تدرس بعد الآن.
في عرض لهيئة الخدمات الصحية الوطنية في المملكة المتحدة المختص بتأهيل مرضى السكتة الدماغية وقد قام به البروفسور تايسون
يقول:"إن قوة الدلائل التي تظهرها استخدام التدريب الوظيفي من خلال مهمات محددة وتدريب القوة وفاعليتها، التي لا تعطيها طريقة
بوباث، يشير إلى رغبة بتغيير نموذجي نحو تلك الطرق في العلاج الطبيعي للسكتات الدماغية....... ويصعب علينا تفسير سبب استمرار
استخدام طريقة بوباث والطرق التي تنهج نهجهاأيضا".
تستخدم طريقة بوباث بشكل واسع للأطفال المصابين بالشلل الدماغي، لكن عندما تم تقييم فاعلية التدخلات والعلاج للشلل الدماغي الذي قام
به نوفاك وآخرون 
، وصلوا إلى التالي: «لا يوجد أي ظرف من الظروف تكون فيها طريقة بوباث وأهدافها في العلاج مستحيلة التحقيق من خلال الطرق الأخرى الأكثر فاعلية في العلاج. لذلك إذاأردنا الأفضل للأطفال المصابين بالشلل الدماغي، فعلينا استبعاد طريقة بوباث التقليدية خلال الرعاية السريرية للمرضى».وبناءً على ذلك قاموا بالتوصية:«التوقف عن استخدام وتطوير طريقة بوباث».
إن التضاد الكلي بين شعبية وتمويل المؤسسات لهذه الطريقة، وعدم الخروج بنتيجة من استخدام هذه الطريقة لأغلب الحالات في التجربة
السريرية العشوائية التي قاموا بها؛ ويعزى ذلك إلى أن حالات هذه الدراسة كانت غير قابلة للتأهيل العصبي. وبهذا فإن الجمعية البريطانية
لمعلمي طريقة بوباث في موقعها الإلكتروني تأخذ اقتباسات الحالات القليلة التي استخدمت طريقة بوباث ونجحت وما زالت تدعم هذه
الطريقة. وقام بروفيسور تايسون مؤخرا بكتابة مراجعة شاملة وحاسمة عن طريقة بوباث وفعاليتها.

## التاريخ
سميت طريقة بوباث بهذا الاسم؛ بناء على من أوجدها؛ بيرتا بوباث (أخصائية علاج طبيعي) وكارل بوباث (الطبيب النفسي/فسيولوجيا عصبية). تركز عملهما على علاج مرضى الشلل الدماغي والمعاقين حركيا بعدالسكتة الدماغية، حيث تكمن مشكلة هاتين الفئتين في فقدان السيطرة والتحكم بحركات الجسم والوضعية التي يأخذها بشكل عام. في البدايات، كانت هذه الطريقة تهتم باستعادة الحركة الطبيعية عن طريق تزويد المريض المصاب بالخبرات الحركية الطبيعية وتعليمه إياها، ثم بعد ذلك تطورت لتشمل اللدونة العصبية والتعليم الحركي والسيطرة الحركية. أخصائيي المعالجة الذين يستخدمون هذه الطريقة يهدفون إلى الوصول إلى أعلى مستوى في الحركة، وليس فقط استعادة الحركة الطبيعية، وذلك من خلال استخدام تقويم للأعضاء وبعض الأدوات الأخرى.

## تطبيقات في العلاج الوظيفي بعد السكتات الدماغي
إن أهم ما ترتكز عليه طريقة بوباث هو السيطرة على آلية الانعكاس الوضعي الطبيعي الخاصة بالتصحيح والتوازن، ومنها يطور المرضى المهارات الأخرى. حيث يتم تعليم المرضى الذين يتعالجون بهذه الطريقة كيفية السيطرة على وضعية الجسم الطبيعية، ثم حركات الجسم، وبعدها زمنيا يتم تدريب المريض على مهارات أصعب. حيث يعمل أخصائيو المعالجة على تحليل وضعيات الجسم وحركاته وتقييمها والنظر إلى أي مشاكل عند تنفيذ المريض لأي حركة. ومن أهم الأمثلة على هذه الاضطرابات الحركية، هو أنماط التآزر الإلزامي، تعمل هذه الأنماط على استخدام وتحفيز حركة عضلات أخرى غير المستخدمة عادة عند أداء وظيفة أو مهمة حركية معينة باستخدام طرف واحد. ويمكن تصنيف أو تقسيم هذه الأنماط إلى نوعين: نمط تآزر تمددي، ونمط تآزر تقلصي لكلا الأطراف العلوية والسفلية.وتحتاج هذه الطريقة إلى تفاعل نشيط من قبل المريض وأخصائي المعالجة. واعتمادا على تفاعل وجهد المريض يمكن تطوير وتحسين كل من السيطرة على الوضعية الطبيعية للجسم وتسهيل التسلسل الطبيعي للحركة وتسهيل بداية أي حركة والقدرة على حمل ثقل الجسم ككل وتحسين أي ضعف في العضلات والتوتر العضلي. وبهذا يمكن للمعالج تقييم حالة المريض ومشاكله من حيث وجود علامات معينة مثل التشنج وغياب علامات أخرى مثل فقدان السيطرة على الوضع الطبيعي للجسم.
احتوت طريقة بوباث على عدة استراتيجيات للتدخل منها: التعامل العلاج، وتسهيل الحركة الطبيعية، وتفعيل نقاط التحكم الرئيسية في
الجسم.
التعامل العلاجي يستخدم لأجل التأثير على نوعية الحركات للمريض وتضم كلا من تسهيل الحركة الطبيعية، وكبح الحركة غير الطبيعية 
 تسهيل الحركة الطبيعية تعتبر من الاستراتيجيات الأساسية لتعزيز التعلم الحركي. وفيها يتم استخدام المعلومات الحسية (مثل الاتصال
المباشر والتوجيه اللفظي) لدعم نمط الحركات الطبيعية الضعيفة، وتثبيط أو تقليل الأنماط والحركات غير الطبيعية، وتحقيقا لأفضل النتائج
في تعليم المريض واكسابه التعلم الحركي تتم مراقبة المريض جيدا أثناء إخضاعه لتمارين حركية معينة من خلال تعيين الوقت المناسب
للتمرين والطريقة الصحيحة والشِدة المناسبة في عمل التمرين، ومتى يتعين على المعالج سحب إسناده للمريض.
 الكبح وذلك من خلال تقليل الحركات وأوضاع الجسم غير الطبيعية والأفعال الانعكاسية؛ التي قد تؤثر على القيام بالمهارات الحركية
الطبيعية. نقاط التحكم الرئيسية وهي أجزاء معينة يمكن التحكم بها من أجل كبح الأنماط الحركية غير الطبيعية ولتمكين المريض من
اكتساب التسلسل الطبيعي للتطور الحركي.
هناك تمارين معينة يكلف بها أخصائيو العلاج الطبيعي والوظيفي المرضى الذين يصابون بإعاقات حركية عقب السكتات الدماغية. ويتم اختيارها بناء على أهميتها الوظيفية، وتختلف من حيث الصعوبة والبيئة التي يمكن أن تطبق بها. أيضا يتم تجنب تمرين الأعضاء أو الجهات غير المصابة في المريض التي تعرف باستراتيجيات التدريب التعويضية. ومن ثم يتم تدريب وتعليم العائلة والمسؤولين عن العناية بالمريض على كيفية مساعدة المريض لتطبيق التمارين وأنماط الحركة الطبيعية خارج جلسة العلاج كالبيت والمجتمع.
تم توثيق طريقة بوباث عمليا ودعمها نظريا من خلال كتاب معاصر نشر في 2009 من قبل ويلي بلاكمان باسم:
Theory and Clinical Practice in Neurological Rehabilitation' written by the British Bobath Tutors Association (BBTA) and edited by Raine، Meadows and Lynch-Ellerington

تمت مراجعة هذا الكتاب من قبل المقعد البريطاني لجمعية تشارترد المتخصصة في العلاج الطبيعي للإصابات العصبية، وخلصت إلى:«إنني غير متأكد إذا كان الكتاب قد وضح ما هي طريقة بوباث فعلا»، «أحيانا النثر يتحول إلى مصطلحات»، «هذا الكتاب لم يفعل الكثير ليقمع المنتقدين، ولكنه بلا شك قد مدهم بالوقود لإشعالهم أكثر».

## أبحاث
أجرى paci -2003 عدة دراسات ممتدة تقييمية لتحديد فاعلية استخدام طريقة بوباث للمرضى المصابين بالشلل النصفي نتيجة لسكتة دماغية. وعلى الرغم من أن التجارب المختارة لم تظهر أي دليل على فاعلية طريقة بوباث كطريقة مثالية للعلاج، ولكنها أيضا لم تظهر عدم فاعليتها بشأن محدودية الطريقة وأساليبها. واقترح paci 2003 وضع مبادئ توجيهية موحدة وواضحة ومعرفة لهذه الطريقة في العلاج.
وأوصى بعمل المزيد من التحقيقات الضرورية لقياس النتائج الفعلية، وهل يتم تحقيق الأهداف من العلاج بهذه الطريقة، وتقييم نوعية الأداء
الحركي بعد ذلك.
طريقة بوباث في العلاج الطبيعي عبارة عن طريقة شمولية غير موحدة تطبق بشكل مختلف من مريض إلى آخر، اعتمادا على طبيعة ودرجة المشكلة التي يعاني منها (حيث يتم تقيم ذلك سريريا)، ويتم تحديد واختيار الأسلوب المناسب في العلاج بشكل تفاعلي ومشترك مع المريض موجهاً من قبل أخصائي المعالجة، من خلال وضع الأهداف والوصول إلى قدر كبير من التواصل والتفاعل، والعمل لتحسين التوتر العضلي المناسب للمهمة والشخص وبيئته والذي بدوره يؤدي إلى تفعيل الحركة والوصول إلى درجة عالية من إتقان المهارات الحركية وتحقيق أعلى درجة من الاستقلالية في أنشطة الحياة اليومية.
وفي دراسة أخرى قام بها لينون وآخرون  ، يقول أنه حتى في حال توفر أعلى جاهزية وأفضل الظروف لممارسة هذه الطريقة (على المريض أن يكون ذا قابلية عالية للتأهيل مع وجود أفضل أخصائيي المعالجة المدربين، وأفضل المدخلات العلاجية غير المحدودة، ومختبرات التحليل الحركي.)حتى مع ذلك لن يكون لطريقة بوباث أي تأثير أو تحسين لطريقة مشية المريض المصاب بالسكتة الدماغية.

## وصلات خارجية
- http://www.bobath-es.com (بالإسبانية)
- Theory of Bobath (بالألمانية)

- Neuro-Developmental Treatment Association Website
- Official Bobath Foundation Website (بالإسبانية)
- Bobath Children's Therapy Centre Wales نسخة محفوظة 14 يناير 2016 على موقع واي باك مشين.
- Bobath Scotland
- UK-based Bobath treatment for individuals and tutoring for professionals